# Ottenhof (Plech)
Ottenhof ist ein Gemeindeteil des Marktes Plech im Landkreis Bayreuth (Oberfranken, Bayern). Die Gemarkung Ottenhof hat eine Fläche von 9,240 km². Sie ist in 981 Flurstücke aufgeteilt, die eine durchschnittliche Flurstücksfläche von 9419,16 m² haben. In ihr liegen neben dem namensgebenden Ort die Gemeindeteile Bernheck und Strüthof.

## Geographische Lage
Das Dorf befindet sich etwa zwei Kilometer nordnordwestlich von Plech auf der verkarsteten nördlichen Frankenalb, die hier ein etwas unruhiges Höhenprofil hat. Die unmittelbare Umgebung liegt überwiegend in offener Flur, die von etlichen kleinen Waldinseln auf kleinen Hügeln zwischen Trockentälern durchbrochen ist.

## Geschichte
Der Ort wurde 1437 als „Ottenhof“ erstmals urkundlich erwähnt. Der Ortsname bedeutet Zum Hof des Otto.
Durch die zu Beginn des 19. Jahrhunderts im Königreich Bayern durchgeführten Verwaltungsreformen entstand die Ruralgemeinde Ottenhof, zu der das Kirchdorf Bernheck, sowie die Einöden Strüthof und Hufeisen-Waldhaus gehörten. Im Zuge der Gebietsreform in Bayern wurde die Gemeinde Ottenhof dann nahezu vollständig nach Plech eingemeindet, das etwa vier Kilometer nordöstlich von Ottenhof als Siedlungsexklave im großen gemeindefreien Veldensteiner Forst gelegene Hufeisen-Waldhaus wurde in die Stadt Pegnitz eingegliedert.

## Verkehr
Die Staatsstraße 2163 bindet Ottenhof ans öffentliche Straßennetz an, sie durchläuft den Ort von Betzenstein im Nordwesten her südöstlich. An ihrem anderen Ortsausgang in Richtung Plech liegt die Anschlussstelle Plech der Bundesautobahn 9. Im öffentlichen Personennahverkehr fährt der Verkehrsverbund Großraum Nürnberg (VGN) Ottenhof tagsüber mit den Regionalbuslinien 380 und 386 sowie mit dem Anruflinientaxi 343 an.

## Baudenkmal
Im westlichen Ortsbereich von Ottenhof befindet sich ein aus der Mitte des 19. Jahrhunderts stammendes Wohnstallhaus.